# Дудкін Іван Федотович
Іван Федотович Дудкін (18 вересня 1936, с. Великі Копані, Херсонщина — 20 травня 2023) — фотохудожник і мандрівник, член Національної спілки фотохудожників України, член Національної спілки журналістів України.

## Життєпис
Освіта — вища. Закінчив Київський державний університет ім. Т. Г. Шевченка. За професією — інженер-геофізик.
Як науковець понад 30 років працював в Інституті геофізики ім. С. І. Субботіна НАН України.
Три з половиною роки працював завідувачем лабораторії геофізики у Науково-дослідному центрі м. Конакрі в Гвінейській народній республіці (Африка).
Десятки разів очолював наукові геофізичні експедиції в Україні і за кордоном.
Він — член Національної спілки фотохудожників України (1993, 2008—2013 — голова) і член Національної спілки журналістів України (1998).
Іван Дудкін — один з найвідоміших українських мандрівників. В його активі — екстремальні спортивні лижні експедиції по Крайній Півночі, гірські сходження на вершини Кавказу, Саян, Тянь-Шаню, Гімалаїв, Аляски та ін.
Пішки, на катамарані, велосипеді, мотоциклі, автостопом здолав десятки тисяч кілометрів по найцікавіших куточках понад 80 країн Європи, Азії, Америки та Африки.
На науково-дослідних суднах «Академік Вернадський» і «Дмитрий Менделеев» як науковець-геофізик здійснив три навколосвітні плавання.
Іван Дудкін помер 20 травня 2023 року на 87-му році життя. Про це повідомлялося на його сторінці у Фейсбуці 21-го. На стислу звістку «Іван Федотович помер вранці 20 травня» відгукнулося чимало користувачів соцмережі — поціновувачів його творчості. 

## Виставки
Іван Дудкін — знаний в Україні і за її межами фотохудожник. Його світлини демонструвалися на численних фотовиставках у 24 містах України і за кордоном. Постійно діюча виставка — «Америка. Природа і цивілізація» у посольстві США в Україні. Серед фотопроєктів — «Мексика — територія екзотики», «Наша планета». Він автор і виконавець міжнародного фотопроєкту «Ми — одна сім’я. Наш дім — планета Земля», в якому задіяні посольства і представництва багатьох країн. В рамках цього 22-річного гуманітарного і освітянського проєкту Іваном Дудкіним були показані 78 персональних фотовиставок про десятки країн світу (Україна, США, Мексика, Куба, Ліван, Польща, Туніс, Індія, В’єтнам та ін.).
Здійснені понад 200 публікацій про ці країни в журналах «Міжнародний туризм», «Вокруг света», проведені передачі по радіо і телебаченню.
В січні—лютому 2014 року його персональна фотовиставка «Майдан» демонструвалася в Українському музеї Нью-Йорка (США).

## Визнання
Про високий творчий рівень майстра говорять понад дві тисячі вдячних записів у книгах відгуків на його фотовиставках і позитивні рецензії в пресі:
- «…Мимоволі дивуєшся неперевершеній майстерності Івана Федотовича Дудкіна, який перетворює документальну фотографію у мистецтво…» («Житомирщина молода», 11.07.2004)
- «…Работы завораживают своим художественным и техническим исполнением…» (Газета «Донбасс» 4.11.2003)
- «Пан Дудкін — талановитий фотограф, самовідданий митець, культурний посол… його фотороботи наскрізь просякнуті флюїдами поетично-романтичного бачення світу… мені подобається його тонке відчуття навколишнього світу та повага до людей і місць, які він зображає». (Джон Гербст, посол США в Україні, 28.04.2005. З книги відгуків)
- «Пейзажі — потрясаючої краси. Більшість з них — готові розкішні гобелени. Є чудові портрети. І взагалі, — прекрасна виставка!…» (Кінорежисер Олександр Муратов, Київ. З книги відгуків)
- «Побачив Америку, яку не знав, хоч живу там 45 років…» (Ростислав Хом'як, журналіст, «Свобода», Нью-Йорк, США. З книги відгуків)